# Wolumen (papiernictwo)
Wolumen, dawniej pulchność lub liczba pulchności – (objętość właściwa) wyrażona w centymetrach sześciennych objętość jednego grama masy wytworu papierniczego.
Wolumen papieru określa się na podstawie jego gramatury i grubości według wzoru:
{\displaystyle V={\frac {D}{g}},}
gdzie:
{\displaystyle V} – wolumen papieru wyrażony w cm³/g,
{\displaystyle g} – gramatura wytworu papierniczego wyrażona w g/m²,
{\displaystyle D} – grubość wytworu papierniczego wyrażona w μm.
Do niedawna w Polsce zamiast wolumenu stosowana była gęstość pozorna – odwrotność wolumenu.
Wolumen zależy od wewnętrznej struktury papieru oraz od sposobu wykończenia jej powierzchni. Typowy papier ma wolumen równy 1,0. Papiery pulchniejsze mają wartość wolumenu większą od 1,0. Papiery o wolumenie większym niż 1,3 są nazywane papierami objętościowymi. W niektórych krajach produkuje się specjalny rodzaj wyjątkowo pulchnego papieru drukowego, tak, aby pomimo niewielkiej masy i małej liczby stronic, książka wyglądała okazale.